# 城田純
城田 純（しろた じゅん、スペイン語：Jun Shirota Fernández、1984年11月9日 - ）は、日本のモデル、俳優、アーティスト。
自身のジュエリーブランド「janji」、アパレルブランド「Buiby」のデザイナー・プロデューサーを経て、アーティスト、モデル、俳優など芸能活動を展開。
2019年7月現在、クリエイティブ活動に専念するため、芸能活動を休止している。

## 人物
- 東京都出身。血液型O型。身長186cm。国籍スペイン。

- 実父は日本人で放送作家の城田光男[1]、母親はスペイン人。5人兄弟の3番目（兄、姉、弟、妹）。弟は城田優、妹はLittle Glee Monsterの元メンバーLINA（未来リナ）。
- 特技・趣味はスペイン語、自転車、クロスバイク、リジットマウンテンバイク、サーフィン、スノーボード、デザイン、健康探求。

## 経歴
幼少期は、スペイン・バルセロナで育つ。啓明学園中学校・高等学校卒業。16歳の時からモデル活動をしている。
2006年11月には、高校時代の同級生・白石経と音楽ユニット「alma」を結成（2010年11月5日解散）。ボーカル・作詞・作曲・ロゴデザインも手がけた。
2016年、和田泰右、Jeityと音楽ユニット「THE DU」を結成。同年4月27日、アニメ『ジョジョの奇妙な冒険 ダイヤモンドは砕けない』のオープニングテーマ「Crazy Noisy Bizarre Town」をリリース。
2017年、ブシロード関連の仕事をするようになり、同年10月6日には同月より、ブシロードグループにある声優系の芸能プロダクションである響所属となり、今後は、声優と歌手を中心に活動していくことをブログとTwitterで発表。また、同年11月29日には同じくブシロードグループのブシロードミュージックよりソロアーティストデビュー。
2019年4月3日、一般女性と結婚したことを自身のTwitterを通じて発表した。
2021年3月14日に離婚をX（旧Twitter）で発表している。

## 出演

### ドラマ
- ジョシデカ!-女子刑事-
- 風魔の小次郎（2007年） - 黒獅子 役

### バラエティー
- ホンネの殿堂（フジテレビ）
- バニラ気分（フジテレビ）
- 王様のブランチ（TBS）
- 明石家さんちゃんねる（TBS）
- にじいろジーン（関西テレビ）
- 快傑えみちゃんねる（関西テレビ）
- 踊る!さんま御殿!!（日本テレビ）
- 熱血!平成教育学院（フジテレビ）
- おもいッきりDON!（日本テレビ）

### CM
- テレビ朝日 X'masキャンペーン「Happy Hills篇」
- フューチャーカード 神バディファイト（2018年） - JUNBO 役

### 雑誌連載
- Green Mobility「‘城田純のMi camino’」隔月連載
- 自転車CLUB「‘城田純のMi Manera（僕の道・僕のやり方）’」11月よりコラムスタート

### 舞台
- 『DEVIL MAY CRY ー THE LIVE HACKER ー』（2019年3月1日 - 10日、Zepp DiverCity TOKYO） - ムール 役

### ゲーム
- トリプルモンスターズ（2018年） - ソウ 役